# Gérard Larrousse
Gérard Gilles Marie Armand Larrousse (* 23. Mai 1940 in Lyon) ist ein ehemaliger französischer Sportwagen-, Rallye- und Formel-1-Rennfahrer und -Teamchef.

## Karriere

### Rennfahrer

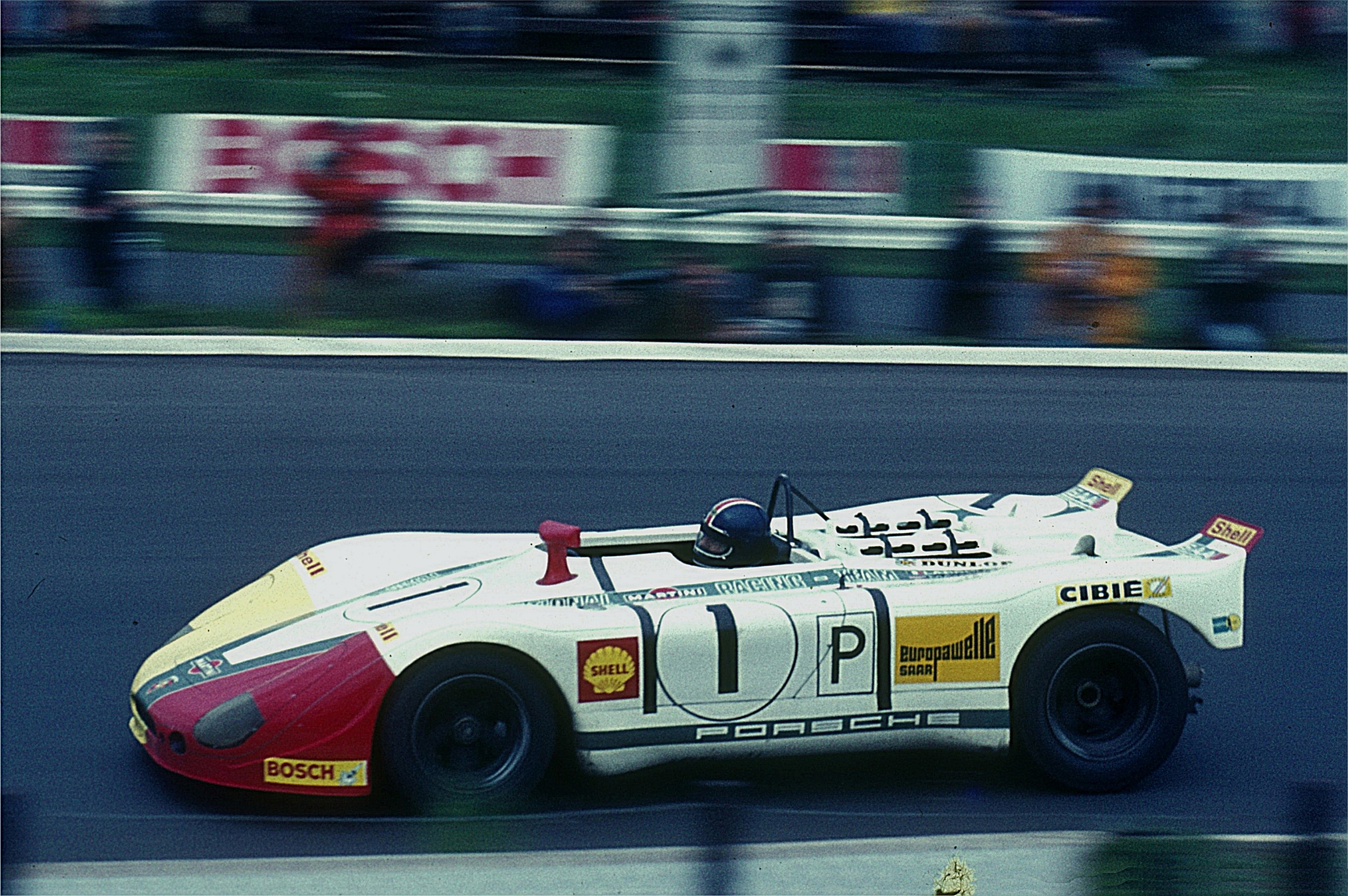
Gérard Larrousse in einem Porsche 908.02 beim 1000-km-Rennen auf dem Nürburgring 1970

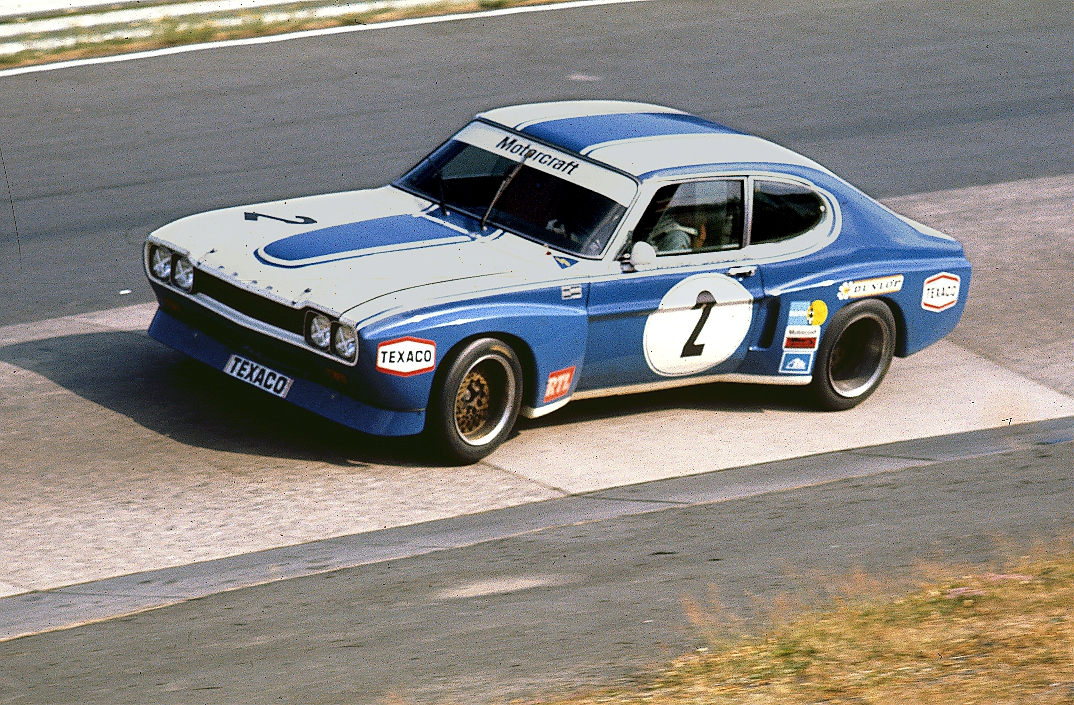
1973 im Ford Capri RS beim 6-Stunden-Rennen auf dem Nürburgring

Nach einem Betriebswirtschaft-Studium an der Ecole Superieure de Commerce in Paris gab Larrousse seiner Motorsport-Leidenschaft nach und fuhr in den frühen 1960ern mit einem Renault Dauphine Rallyes auf nationaler Ebene in Frankreich. 1966 entschied sich Larrousse, den Motorsport zum Beruf zu machen. 1969 wurde er Werksfahrer beim Sportwagen-Team von Porsche. Sein größter Erfolg in diesem Team war 1971 der Sieg beim 12-Stunden-Rennen von Sebring in einem Porsche 917 an der Seite von Vic Elford. Außerdem gewann er 1971 in 5:51:49,300 Stunden zusammen mit Vic Elford auf einem Porsche 908-3 das 1000-km-Rennen auf dem Nürburgring.
Nach einem Abstecher zu den Tourenwagen als Ford-Werksfahrer konnte Larrousse auf Matra 1973 und 1974 mit Henri Pescarolo die 24 Stunden von Le Mans gewinnen. Für Lancia siegte er bei der Targa Florio. Ebenfalls 1974 trat Larrousse in einem Brabham BT42 der Scuderia Finotto beim Großen Preis von Belgien zu seinem einzigen Formel-1-Rennen an, das er jedoch vorzeitig beendete. Ein zweiter Versuch beim GP von Frankreich im gleichen Jahr endete bereits in der Qualifikation. 1969 und 1974 gewann er die Gesamtwertung der Tour de France für Automobile.

### Teamchef und -besitzer
1975 gründete Larrousse das Elf Switzerland Formel-2-Team und konnte mit seinem Fahrer Jean-Pierre Jabouille den Europameistertitel holen. Auf dem Hockenheimring gewann Larrousse ein Formel-2-Rennen in einem seiner eigenen Wagen. 1976 wurde Larrousse Sportchef der neu formierten Motorsport-Abteilung von Renault. Unter seiner Leitung stieg das Team in die Formel 1 ein, gewann 1978 in Le Mans und 1981 die Rallye Monte Carlo. Im Verlauf von neun Formel-1-Saisons konnte das Renault-Team 15 Siege einfahren, jedoch nie die Weltmeisterschaft gewinnen. Ende 1985 wurde der Rennstall aufgelöst.

Von 1987 bis 1994 in der Formel 1: Das Team Larrousse

Larrousse wechselte für ein Jahr zu Ligier und gründete dann mit Partner Didier Calmels ein eigenes Formel-1-Team, Larrousse-Calmels, mit Sitz in Antony bei Paris. Mit einem Wagen von Lola und Motoren von Ford trat das Team Larrousse mit Philippe Alliot als Fahrer in der Saison 1987 erstmals in der höchsten Motorsportklasse an. Das erfolgreichste Jahr war die Saison 1990, in der das Team mit Lamborghini-Motoren und den Fahrern Éric Bernard und Aguri Suzuki antrat. Elf WM-Punkte, ein Platz auf dem Podium und der sechste Rang in der Konstrukteurswertung wurden erreicht. Suzuki erzielte mit seinem 3. Platz beim Großen Preis von Japan in Suzuka den einzigen Podestplatz für Larrousse. 1995 wurde das Team aus finanziellen Gründen aufgelöst. Gérard Larrousse kehrte in die Sportwagen-Szene zurück, blieb jedoch weitgehend erfolglos.

## Statistik

### Le-Mans-Ergebnisse
| Jahr | Team                         | Fahrzeug           | Teamkollege       | Teamkollege     | Platzierung            | Ausfallgrund                 |
| ---- | ---------------------------- | ------------------ | ----------------- | --------------- | ---------------------- | ---------------------------- |
| 1967 | Ecurie Calberson             | Alpine A210        | Patrick Depailler |                 | Ausfall                | Getriebeschaden              |
| 1968 | Société Automobiles Alpine   | Alpine A220        | Henri Grandsire   |                 | Ausfall                | Bremsdefekt                  |
| 1969 | Porsche System Engineering   | Porsche 908L       | Hans Herrmann     |                 | Rang 2 und Klassensieg |                              |
| 1970 | Martini International Racing | Porsche 917L       | Willi Kauhsen     |                 | Rang 2                 |                              |
| 1971 | Martini International Racing | Porsche 917L       | Vic Elford        |                 | Ausfall                | Motorschaden                 |
| 1972 | Ecurie Bonnier Switzerland   | Lola T280          | Joakim Bonnier    | Gijs van Lennep | Ausfall                | Tödlicher Unfall von Bonnier |
| 1973 | Equipe Matra Simca Shell     | Matra Simca MS670B | Henri Pescarolo   |                 | Gesamtsieg             |                              |
| 1974 | Equipe Gitanes               | Matra Simca MS670C | Henri Pescarolo   |                 | Gesamtsieg             |                              |

### Sebring-Ergebnisse
| Jahr | Team                              | Fahrzeug       | Teamkollege     | Teamkollege  | Platzierung             | Ausfallgrund |
| ---- | --------------------------------- | -------------- | --------------- | ------------ | ----------------------- | ------------ |
| 1969 | Wicky Racing Team                 | Porsche 911T   | André Wicky     | Jean Sage    | Rang 12 und Klassensieg |              |
| 1970 | International Martini Racing Team | Porsche 908/02 | Richard Attwood | Gerhard Koch | Rang 7                  |              |
| 1971 | Martini & Rossi Racing            | Porsche 917K   | Vic Elford      |              | Gesamtsieg              |              |
| 1972 | Ecurie Bonnier                    | Lola T280      | Joakim Bonnier  | Reine Wisell | Rang 6                  |              |

### Einzelergebnisse in der Sportwagen-Weltmeisterschaft
| Saison | Team                                  | Rennwagen               | 1   | 2   | 3   | 4   | 5   | 6   | 7   | 8   | 9   | 10  | 11  | 12  | 13  | 14  |
| ------ | ------------------------------------- | ----------------------- | --- | --- | --- | --- | --- | --- | --- | --- | --- | --- | --- | --- | --- | --- |
| 1967   | Alpine Ecurie Calberson               | Alpine A110 Alpine A210 | DAY | SEB | MON | SPA | TAR | NÜR | LEM | HOK | MUG | BRH | CCE | ZEL | OVI | NÜR |
| 1967   | Alpine Ecurie Calberson               | Alpine A110 Alpine A210 |     |     |     | DNF | DNF |     | DNF |     |     |     |     |     |     |     |
| 1968   | Alpine                                | Alpine A211 Alpine A220 | DAY | SEB | BRH | MON | TAR | NÜR | SPA | WAT | ZEL | LEM |     |     |     |     |
| 1968   | Alpine                                | Alpine A211 Alpine A220 |     |     |     |     |     | 9   |     |     |     | DNF |     |     |     |     |
| 1969   | Wicky Racing Gérard Larrousse Porsche | Porsche 911 Porsche 908 | DAY | SEB | BRH | MON | TAR | SPA | NÜR | LEM | WAT | ZEL |     |     |     |     |
| 1969   | Wicky Racing Gérard Larrousse Porsche | Porsche 911 Porsche 908 |     | 12  |     | 11  | 21  | 13  |     | 2   |     | 5   |     |     |     |     |
| 1970   | Martini Racing                        | Porsche 908 Porsche 917 | DAY | SEB | BRH | MON | TAR | SPA | NÜR | LEM | WAT | ZEL |     |     |     |     |
| 1970   | Martini Racing                        | Porsche 908 Porsche 917 |     | 7   | 6   | 14  | 13  | 9   | 5   | 2   | 9   | 3   |     |     |     |     |
| 1971   | Martini Racing                        | Porsche 917 Porsche 908 | BUA | DAY | SEB | BRH | MON | SPA | TAR | NÜR | LEM | ZEL | WAT |     |     |     |
| 1971   | Martini Racing                        | Porsche 917 Porsche 908 | DNF |     | 1   | 9   | DNF | DNF | 39  | DNF | DNF |     |     |     |     |     |
| 1972   | Ecurie Bonnier Belgian Racing Team    | Lola T280 Lola T290     | BUA | DAY | SEB | BRH | MON | SPA | TAR | NÜR | LEM | ZEL | WAT |     |     |     |
| 1972   | Ecurie Bonnier Belgian Racing Team    | Lola T280 Lola T290     | 7   | DNF | 6   | DNF | DNF | 5   |     | 6   | DNF |     | DNF |     |     |     |
| 1973   | Matra                                 | Matra MS670             | DAY | VAL | DIJ | MON | SPA | TAR | NÜR | LEM | ZEL | WAT |     |     |     |     |
| 1973   | Matra                                 | Matra MS670             |     | 1   | 1   | 3   | 3   |     | DNF | 1   | 1   | 1   |     |     |     |     |
| 1974   | Matra                                 | Matra MS670             | MON | SPA | NÜR | IMO | LEM | ZEL | WAT | LEC | BRH | KYA |     |     |     |     |
| 1974   | Matra                                 | Matra MS670             | DNF | DNF | 5   | 1   | 1   | 1   | DNF | 2   | 2   | 1   |     |     |     |     |
| 1975   | Alpine                                | Alpine A441 Alpine A442 | DAY | MUG | DIJ | MON | SPA | PER | NÜR | ZEL | WAT |     |     |     |     |     |
| 1975   | Alpine                                | Alpine A441 Alpine A442 |     | 1   | DNF | 3   |     |     | 4   | DNF | 3   |     |     |     |     |     |